# Distrito de Lalitpur (India)
Lalitpur (en hindi; ललितपुर जिला) es un distrito de India en el estado de Uttar Pradesh. Código ISO: IN.UP.LA.
Comprende una superficie de 5 039 km².
El centro administrativo es la ciudad de Lalitpur.

## Demografía
Según censo 2011 contaba con una población total de 1 218 002 habitantes.